# 高與低：現代藝術與流行文化
高與低：現代藝術與流行文化（英語：High and Low: Modern Art and Popular Culture）為1990年10月7日至1991年1月15日在紐約現代藝術博物館的主題式藝術展覽，旨在探討個人藝術想像力與當時的流行文化和商業之間的關係。該展覽由AT&T贊助，策展人為現代藝術博物館的繪畫和雕塑部主任柯克·瓦尼多以及《紐約客》的資深作家、藝術評論家亞當·戈普尼德。

## 展覽主旨
此展覽探討現代藝術與流行文化和商業文化之間的關係，因為自19世紀末開始以來，現代藝術對流行文化具有不同以往的開放性，它接受來自報紙、廣告、漫畫和塗鴉的視覺文化中的圖像與形式。第一次世界大戰之前的巴黎到1990年的紐約，藝術跟商業與大眾文化的微妙的聯繫一直是現代視覺經驗的核心，從畢卡索以拼貼為創作的立體主義作品到安迪．沃荷以藝術手法挪用消費文化下的媒體寵兒的影像再創作，再到諸如凱斯．哈林與尚-米榭·巴斯奇亞等從街頭塗鴉內獲取靈感的普普或者街頭藝術家，乃至為商業廣告而創作的攝影與插畫，藝術的界限並非絕對的陽春白雪與下里巴人。
儘管許多歷史學者嘗試過分析這一類的主題（尤其是自普普藝術出現以來），但這是首次深入研究這種普遍現象的展覽。

## 展覽內容
展覽主要為繪畫和雕塑類型，並分為四個基本主題：塗鴉（Graffiti）、諷刺漫畫（Caricature）、連環漫畫（Comics）和廣告（Advertising），廣告領域，包括報紙廣告、廣告牌、圖錄和銷售展示。共展出了約50位藝術家及超過250件作品，它們顯現了二十世紀的藝術家多樣的挪用與轉化手法，包含了將「低」藝術挪用為「高」藝術呈現或將「高」藝術轉入「低」藝術的表現範疇。
《高與低》的展覽時間軸始於立體主義，認為他們最先將廣告、大眾媒體和日常物品融入藝術的元素中，並持續到展覽過去的十年間，消費社會的形象和大眾傳播方式一直是年輕藝術家表現題材的核心。

### 廣告
《高與低》的「廣告」主題始於博物館的主要樓層。此展間設立了一個系譜，此系譜從畢卡索與布拉克的拼貼畫到庫爾特•施維特斯和約瑟夫•康奈爾的拼貼創作，再到早期普普藝術及近期的芭芭拉．克魯格和珍妮．霍爾澤等人，他們首先直接地使用了報章雜誌的圖像，但較屬私人小世界的展現。
馬塞爾．杜象以媒體中常見的現成物所延伸之系譜可作為超現實主義的溯源，例如梅瑞．歐本菡的毛皮茶杯（LeDéjeuneren fourrure），再到克萊斯．歐登伯格 與傑夫．昆斯近期的挪用創作。
詹姆斯．羅森奎斯特的《F-111》（1964-1965）安置在本主題的最後一個當代展間中，為佔滿一個展間大小的傑作，它直接利用過時的巨幅廣告牌技術和圖像來傳達有力的媒體信息，試圖採用這些過時的技術和圖像來應對自己時代的廣告影響。他認為廣告既是他的日常生活，又是他所生活的社會的支柱──藝術可以模仿的泉源。他在1964年構想《F-111》的那一年告訴一位採訪者，他對現代通訊使用「比生活大的物件」其充滿速度和力量的方式感到「興奮和著迷」，這也使得傳統繪畫顯得老式。這件作品以不詳的匿名性處理戰爭的機械引擎和廣告語言，轟炸機的巨大外形編織在一系列家庭化的廣告圖像中，卻因此展現壓倒一切的力量。

### 塗鴉
博物館在第二層的展示開始是塗鴉，塗鴉是一種不受約束的公共「作品」，在超現實主義於1920年代問世之前，藝術家們幾乎一直將其忽略。直到1940年代和1950年代，塗鴉才發展出與現代藝術最為明確的聯繫。
關於現代藝術家對塗鴉的關注，此展覽深入研究了像是羅伯特．羅森伯格和塞．湯伯利的作品，在塗鴉的手勢（gestural）自由中看到了一種新的藝術語言的可能性。在處理諷刺漫畫之類的題材時，展覽涉及到表現主義傳統誇張的表面變形和明顯的諷刺元素，這類作品的畫家，如让·杜布菲，他將無名街頭破壞者的粗俗語言與最原始的藝術能量融合在一起。

### 諷刺漫畫（caricature）與連環漫畫（comic）
漫畫有時是現代主義的一種元語言，是現代繪畫之外的一個固定的參照點，藝術家們可以參照它來製造雙關語和諷刺笑話。但是，漫畫也為表徵圖式和象徵意象提供了一個庇護所，其中簡化的再現結構和象徵形式持續著，並在需要時再次被召喚。如果說，漫畫提供了一種樸實、現成的風格化傳統；諷刺漫畫提供了進入抽象化的捷徑，那麼連環漫畫最終又提供了一條退出抽象化的捷徑。
在研究繪畫和漫畫藝術之間的交流時，定會提起如羅伊‧李奇登斯坦的作品，他如何在《真正的浪漫》等漫畫中找到原始資料，並進一步操作這些圖像使其在畫面中更具力量；1940年代後期杜布菲創作的肖像畫，採用一種諷刺的風格來傳達一種極端的精神強度，例如他1947年為畫家Fautrie作的肖象，其中表現的不僅是一個人，反映的是德國占領巴黎後，知識分子的生活，與整個城市和輿論的氣候——道德敗壞和緊張的精神，最終將這些總總以一張愁眉苦臉中概括； 胡安．米羅（Joan Miro, 1893-1983）的夜曲系列與喬治．赫里曼的《瘋狂貓》連環漫畫彼此間簡化的語言；菲利普．古斯頓和伊莉莎白．默里的繪畫皆與羅伯特•克朗姆的地下漫畫風格之間存在隱而不見的親密關聯。

### 當代藝術家的作品
展覽的最後一部分專門討論當代作品的回應，表明了過去二十年來藝術家訴諸大眾文化的方式發生了顯著的變化。默里運用漫畫元素的繪畫表示了漫畫非大眾傳播媒介也非懷舊情調，而是作為一種視覺與表現形式；昆斯以常見的裝甲金屬物品創作以及霍爾澤的電子展示板，反映了過去對充滿活力的大眾文化的懷疑態度，已有所轉變。
策展人說道：「我們看到了本世紀的高級藝術遠沒有統一的「項目」或方向，而是包含截然不同的態度、意圖、手勢和批評；廣告、塗鴉或漫畫的形式和意圖的變化是多樣的，並且會隨著大眾變化的節奏而變化。在這兩個區域之間，已不存有一條固有的線，而是不斷地出現了一系列的越軌和改道，在這種情況下，個人想像力的行為已經能夠在瞬間即改變高低的結構關係的結構。」

## 展覽評論

### Ivan Carp（英语：Ivan Carp）
「我懷疑策展人柯克·瓦尼多與亞當·戈普尼德是否真的打算推翻現代主義經典或挑戰博物館的權威。」... 「在以「高與低」之類的鮮明的等級劃分定義自己的主題，有什麼危險？為什麼這麼多評論者感到憤怒和威脅呢？答案在於展覽本身做宣傳的用語選擇。「高」「低」是戰鬥的語言，它們引起的糾紛永遠伴隨著我們。」在他們的展覽專輯中，大眾與精英被劃分得清楚，且大眾的類別單一集中在商業的部份。

### Michele H. Bogart
《高與低》的主要貢獻在於其對個別藝術作品和流行形式的敏銳解讀。瓦尼多與戈普尼德實踐了他們所宣揚的東西，將熟悉的對象和思想加以活化。透過從流行文化中挖掘新的資源來支援熟悉的現代藝術主題，也提出了現代藝術與大眾文化的互文性，對彼此的解讀產生了新的意義。
現代藝術博物館願意引入廣告和塗鴉，並作為藝術文化史的一部分，這是一個重要的里程碑。然而，儘管有其積極的行動，但《高與低》卻被一些問題所破壞，最終阻礙了它的成功。
「《高與低》所做的並不是梳理出這兩個層次的創作上的真正差異」，這種失敗主要是因為瓦尼多與戈普尼德的「高」和「低」的概念沒有考慮到經濟、制度、專業和其他因素，這些因素形成了非常真實的社會和藝術的區別，以及在任何特定的時間點上不同類型的文化生產。相反，瓦尼多與戈普尼德根據他們自己的 「品味的奇思妙想」，評價性地賦予「高」或 「低 」的特定稱號，例如無論杜米埃的諷刺漫畫原先在法國平面媒體被視作「低級」的社會和職業地位，但他的作品在藝術史或這個展覽中總是被認做為「高級」藝術。
通過挑出大眾領域中少數有才華的人的（高）作品，瓦尼多與戈普尼德加強了舊的、等級的結構，而不是探討它們為什麼會存在。在美術領域，作者只關注現代藝術典籍中的主要大師，而忽略了其他非經典的創作者。

## 外部連結
- MOMA- High and Low: Modern Art and Popular Culture （页面存档备份，存于）